# Красноозерский
Красноозерский — участок (населённый пункт) в Тулунском районе Иркутской области России. Входит в состав Евдокимовского муниципального образования.

## География
Участок находится на расстоянии примерно 51 км к юго-западу от города Тулун, административного центра района.

## Население
| 2002 | 2010 | 2011 | 2012 |
| ---- | ---- | ---- | ---- |
| 82   | ↘54  | →54  | ↘53  |

### Половой состав
По данным Всероссийской переписи, в 2010 году в населённом пункте проживали 54 человека (27 мужчин и 27 женщин).